# 日本全国駅スタンプの旅
『日本全国駅スタンプの旅』（にっぽんぜんこくえきスタンプのたび）は、旅チャンネルで放送された紀行番組。

## 概要
2009年7月8日に第1回の放送開始。以来、隔週で新作を放送。毎回各路線にある一部の駅の駅スタンプを紹介していた。また、北海道にある幸福駅などの場所も取り上げていた。

## ナレーター
- 那波一寿

## 内容
- 第1回「秩父鉄道」
- 第2回「野岩鉄道」
- 第3回「函館本線」
- 第4回「根室本線」
- 第5回「嵯峨野観光鉄道」
- 第6回「加古川線、北条鉄道」
- 第7回「流鉄流山線」
- 第8回「上毛電気鉄道上毛線」